# (31063) 1996 TK11
1996 تي كي 11 (ويعرف أيضًا باسم (31063) 1996 تي كي 11 وفق تسمية الكوكب الصغير) (بالإنجليزية: 1996 TK11)‏ هو كويكب ضمن حزام الكويكبات؛ وترتيبه 31063 من حيث الاكتشاف.
اكتُشف هذا الجُرم الفلكي بواسطة Kin Endate ‏ في 11 أكتوبر 1996.

## وصلات خارجية
- (31063) 1996 TK11 في قاعدة بيانات مختبر الدفع النفاث لأجرام النظام الشمسي الصغيرة

- الاكتشاف · مخطط المدار ·  العناصر المدارية · المعلمات المادية

- (31063) 1996 TK11 على موقع ويكي سكاي: DSS2, SDSS, GALEX, IRAS, Hydrogen α, X-Ray, Astrophoto, Sky Map, Articles and images